# Inger Nilsson
Karin Inger Monica Nilsson (Kisa, 4 maggio 1959) è un'attrice e cantante svedese, nota per la sua interpretazione di Pippi Calzelunghe nell'omonima serie televisiva (in svedese: Pippi Långstrump) tratta dal romanzo di Astrid Lindgren, tra il 1969 e il 1970.

## Biografia
Nata e cresciuta a Kisa, aveva nove anni quando venne scritturata nel 1968 per il ruolo di Pippi Calzelunghe nella serie televisiva. Dato il successo internazionale della serie, Inger prese parte anche a due ulteriori lungometraggi cinematografici: Pippi Calzelunghe e i pirati di Taka-Tuka e Quella strega di Pippi Calzelunghe, distribuiti nel 1970.
Nel 1975 ricevette il TP de Oro come "Personaggio più popolare" per il ruolo di Pippi nella serie televisiva.
Nonostante il successo televisivo, non riuscì a costruirsi una robusta carriera come attrice, pur ricoprendo ruoli minori in tre produzioni tra il 1989 e il 1995 e lavorando in opere teatrali a diffusione locale. Ha fatto da segretaria medica a Stoccolma nel 2006, coerentemente al titolo di studio.
Nel 2000, tuttavia, venne convinta dal regista svizzero Xavier Koller ad accettare una parte di primo piano nel film Gripsholm, ispirato all'autobiografia dello scrittore tedesco Kurt Tucholsky. Successivamente, fra il 2006 e il 2008, è riapparsa in una serie televisiva tedesca (Der Kommissar und das Meer), interpretando un medico legale, e in una svedese.
Una sua apparizione sulla televisione italiana si ebbe nel 1997 durante il programma Anima mia condotto da Fabio Fazio. Successivamente prese parte nel 2008, nel 2011 e nel 2013 al programma I migliori anni condotto da Carlo Conti.
Nel 2010 è stata protagonista del programma Ecco sono qui realizzato in Svezia dal canale satellitare DeAKids.
Suo fratello minore Anders Nilsson, è il caporedattore del quotidiano Nerikes Allehanda di Örebro, ed ex chitarrista del gruppo punk Dirty Rust.

## Filmografia
- Pippi Calzelunghe – serie TV, 13 episodi (1969)
- Pippi Calzelunghe e i pirati di Taka-Tuka, regia di Olle Hellbom – film TV (1970)
- Quella strega di Pippi Calzelunghe, regia di Olle Hellbom – film TV (1970)
- Kajsa Kavat (1989)
- Gripsholm, regia di Xavier Koller (2000)
- AK3 – serie TV (2006)
- Der Kommissar und das Meer – serie TV, 24 episodi (2007-2021)
- Efterskalv, regia di Magnus von Horn (2015)

## Doppiatrici italiane
- Emanuela Rossi in Pippi Calzelunghe (ep. 1-13), Pippi Calzelunghe e i pirati di Taka-Tuka, Quella strega di Pippi Calzelunghe
- Isa Di Marzio in Pippi Calzelunghe (canto, ep.1-13)
- Georgia Lepore in Pippi Calzelunghe (ep. 14-21), Pippi Calzelunghe e i pirati di Taka-Tuka (ridoppiaggio), Quella strega di Pippi Calzelunghe (ridoppiaggio)

## Discografia

### Album
- 1969 – Här Kommer Pippi Långstrump
- 1970 – Pippi Långstrump på de sju haven
- 1970 – På rymmen med Pippi Långstrump

### Singoli
- 1969 – Här kommer Pippi Långstrump
- 1970 – Peppi Pitkätossu (in finlandese)
- 1970 – Sjörövar-Fabbe (in norvegese, solo lato A)
- 1970 – Kalle Teodor (in danese, solo lato A)
- 1977 – Keep On Dancing